# Istra, Rusija
Istra (rusko И́стра) je mesto in upravno središče Istrskega rajona Moskovske oblasti v Rusiji, ki leži na reki Istri, 40 km zahodno od Moskve, ob železniški progi Moskva–Riga. Leta 2023 je imelo mesto približno 36 tisoč prebivalcev. Do leta 1930 je bilo znano kot Voskresensk, pred tem pa kot Voskresenskoje.
Mestni praznik, dan mesta Istra, se praznuje 12. junija.
Istra leži v moskovskem časovnem pasu (GMT+3) in v zmernem atlantsko-celinskem podnebnem pasu. 
Istrski rajon ne velja za industrijskega, saj znaša delež industrijske površine le 4–6 %, kar je razmeroma nizek delež za Moskovsko oblast. 
Glavna znamenitost v mestu je samostan Novi Jeruzalem.

## Zgodovina
Na mestu sedanjega mesta se je sprva nahajala vas Safatovo, ki je bila leta 1589 preimenovana v Voskresenskoje po tamkajšnji glavni cerkvi gospodovega vstajenja. Vas Voskresenskoje je znana od 16. stoletja in patriarh Nikon jo je pridobil za služenje sosednjemu Voskresenskemu samostanu (danes samostan Novi Jeruzalem). Do leta 1781 je vas zrasla v mesto Voskresensk in je postalo sedež ujezda.
Leta 1930 je bilo mesto preimenovano Istra, po reki ki teče skozenj, da bi se izognili verski konotaciji starega imena ter v izogib zamenjavam z drugim Voskresenskom na jugovzhodu Moskovske oblasti. V veliki domovinski vojni je bilo mesto kratko okupirano (od 25. novembra do 11. decembra 1941) in je bilo močno poškodovano. Po vojni je Istra postala raziskovalni center za področje elektroinženiringa.